# Avempace
Ibn Bājjah (Abū Bakr Muḥammad ibn Yaḥyā ibn al-Sāyigh al-Tujībī al-Andalusī al-Saraqustī, zlatynizowane: Avempace, ur. 1095 w Saragossie, zm. 1138/39 w Fezie) – muzułmański filozof działający na terenie obecnej Hiszpanii. Łączył myśl Arystotelesa z neoplatonizmem. Zajmował się także matematyką i naukami przyrodniczymi.

## Poglądy filozoficzne
Jego najważniejszą pracą był nieukończony traktat Tadbīr al-motawaḥḥid (The rule of the solitary). Praca ta przez długi czas była znana wyłącznie z analizy, którą opracował Mojżesz z Narbonne. Oryginał pracy odkrył Miguel Asín Palacios. Zdaniem Avempace celem człowieka jest zjednoczenie się z intelektem czynnym, będącym emanacją boskości i osiągnięcie przez to doskonałości, która umożliwiłaby bycie obywatelem idealnego państwa. Z powodu niedoskonałości istniejących instytucji państwowych takie dążenie możliwe jest tylko w samotności. Dusza dążącej do doskonałości jednostki zaczyna partycypować w formach zawierających coraz mniej materii, aż osiągnie stan form czysto duchowych.

## Wkład w fizykę
Polemizował z poglądami Arystotelesa. Krytykował twierdzenie, że czas spadania ciała jest wprost proporcjonalny do oporu zewnętrznego ośrodka. Według niego byłoby to prawdą, gdyby prędkość zależała tylko i wyłącznie od oporu. Powoływał się przy tym na obserwacje, że ciała niebieskie poruszają się z różnymi prędkościami okresowymi, a wg fizyki Arystotelesa nie powinny doświadczać oporu. Na tej podstawie Avempace uznał, że istnieje naturalna prędkość, która jest ograniczana wprost proporcjonalnie do oporu środowiska. Koncepcja ta prowadziła do wniosku, że ruch w próżni miałby skończoną prędkość, co także było niezgodne z fizyką Arystotelesa. Jego poglądy na ten temat zostały przedstawione przez Awerroesa.